# Velika nagrada Švice 1934
Velika nagrada Švice 1934 je bila neprvenstvena dirka za Veliko nagrado v sezoni 1934. Potekala je 26. avgusta 1934 na dirkališču Circuit Bremgarten.

## Poročilo

### Pred dirko
Prva dirka za Veliko nagrado Švice je potekala na dirkališču Bremgarten. Zaradi velikega intuziazma v Bernu je organizatorjem dirke uspelo, da je že imela prva dirka udeležbo najboljših moštev in dirkačev. Na isti dan je potekala tudi dirka Grand Prix du Comminges, zato so nekatera moštva porazdelila svoje dirkače na obe dirki. Manfred von Brauchitsch je nastopil prvič po poškodbi na dirki za Veliko nagrado Nemčije. Pri vstopu in izstopu iz dirkalnika so mu morali ob hudih bolečinah pomagati mehaniki, na sedežu pa je imel blazino, ki je podpirala njegov hrbet. 

### Dirka
Na štartu je povedel Hans Stuck, ki so mu sledili Tazio Nuvolari, Louis Chiron in René Dreyfus. Chiron je imel težave z dirkalnikom in moral spustiti Dreyfusa mimo. Nuvolari je pokazal svoje mojstrstvo in sledil Stucku z vidno počasnejšim dirkalnikom Maserati 8CM, ki pa ni zdržal napora celotne dirke, saj je moral najprej v osemindvajsetem krogu na menjavo svečk, v tridesetem krogu je moral doliti vodo v hladilnik, šest krogov kasneje pa je odstopil zaradi okvare motorja. To dirkališče ni ustrezalo moštvu Scuderia Ferrari, saj so bili njihovi dirkalniki Alfa Romeo P3 prvič letos daleč od tempa najboljših. Dirka pa je bila še večje razočaranje za moštvo Mercedes-Benz, saj so imeli prav vsi njihovi dirkalniki težave z zavorami ali črpalkami za gorivo. 
Von Brauchitsch je odstopil v dvainpetdesetem krogu, Caracciola je dirkalnik predal rezervnemu dirkaču Hansu Geierju že v osmem krogu, tudi Luigi Fagioli pa je že močno zaostal. Zaradi težav več dirkačev s svojim dirkalnikom, se je René Dreyfus prebil na drugo mesto, toda nekaj krogov pred koncem je moral na postanek v bokse in prehitel ga je August Momberger. Prav v zadnjem krogu dirke pa se je zgodila tragedija, ko je Hugh Hamilton verjetno zaradi počene pnevmatike zletes s steze in trčil v drevo. Verjetno najboljši britanski dirkač v tistem času je poškodbam podlegel na kraju nesreče. Mercedes je dosegel dvojno zmago, Dreyfus je bil tretji. 

## Rezultati

### Dirka
| Poz | Št | Dirkač                            | Moštvo                      | Dirkalnik         | Krogi | Čas/Odstop      | Št. m. |
| --- | -- | --------------------------------- | --------------------------- | ----------------- | ----- | --------------- | ------ |
| 1   | 6  | Hans Stuck                        | Auto Union AG               | Auto Union A      | 70    | 3:37:51.6       | 1      |
| 2   | 4  | August Momberger                  | Auto Union AG               | Auto Union A      | 69    | +1 krog         | 17     |
| 3   | 14 | René Dreyfus                      | Automobiles Ettore Bugatti  | Bugatti T59       | 69    | +1 krog         | 15     |
| 4   | 32 | Achille Varzi Carlo Felice Trossi | Scuderia Ferrari            | Alfa Romeo P3     | 69    | +1 krog         | 2      |
| 5   | 28 | Louis Chiron                      | Scuderia Ferrari            | Alfa Romeo P3     | 69    | +1 krog         | 5      |
| 6   | 12 | Luigi Fagioli                     | Daimler-Benz AG             | Mercedes-Benz W25 | 68    | +2 kroga        | 14     |
| 7   | 20 | Pietro Ghersi                     | Scuderia Ferrari            | Alfa Romeo P3     | 66    | +4 krogi        | 10     |
| 8   | 24 | Renato Balestrero                 | Officine Alfieri Maserati   | Maserati 8CM      | 66    | +4 krogi        | 8      |
| NC  | 16 | Earl Howe                         | Privatnik                   | Maserati 8CM      | 63    | +7 krogov       | 16     |
| NC  | 10 | Rudolf Caracciola Hans Geier      | Daimler-Benz AG             | Mercedes-Benz W25 | 62    | +8 krogov       | 9      |
| Ods | 40 | Hugh Hamilton                     | Whitney Straight Ltd.       | Maserati 8CM      | 65    | Smrtna nesreča  | 12     |
| Ods | 8  | Manfred von Brauchitsch           | Daimler-Benz AG             | Mercedes-Benz W25 | 52    | Črpalka za olje | 11     |
| Ods | 6  | Renato Balestrero                 | Gruppo Genovese San Giorgio | Alfa Romeo Monza  | 47    | Menjalnik       | 9      |
| Ods | 20 | Tazio Nuvolari                    | Privatnik                   | Maserati 8CM      | 36    | Motor           | 7      |
| Ods | 2  | Hermann zu Leiningen              | Auto Union AG               | Auto Union A      | 18    | Menjalnik       | 13     |
| Ods | 38 | Laszlo Hartmann                   | Privatnik                   | Bugatti T35B      | 13    |                 | 6      |
| DNS | 26 | Goffredo Zehender                 | Privatnik                   | Maserati 4C       |       |                 |        |
| DNS | 36 | Hans Rüesch                       | Privatnik                   | Maserati 8CM      |       |                 | 4      |
| DNS |    | Hanns Geier                       | Daimler-Benz AG             | Mercedes-Benz W25 |       | Rezervni dirkač |        |